# Анастасьево
Анаста́сьево (до 1948 года Тереклы́-Ишу́нь; укр. Анастасьєве, крымскотат. Terekli İşün, Терекли Ишюн) — исчезнувшее село в Красногвардейском районе Республики Крым, располагавшееся на западе района, в степной части Крыма, примерно в 2,5 км к северо-западу от села Кремневка или в 2,5 км к западу-юго-западу от Карповки.

## История
Первое документальное упоминание села встречается в Камеральном Описании Крыма… 1784 года, судя по которому, в последний период Крымского ханства Терекли Уйшун входил в Дип Чонгарский кадылык Карасубазарского каймаканства. После присоединения Крыма к России (8) 19 апреля 1783 года, (8) 19 февраля 1784 года, именным указом Екатерины II сенату, на территории бывшего Крымского Ханства была образована Таврическая область и деревня была приписана к Перекопскому уезду. После Павловских реформ, с 1796 по 1802 год, входила в Акмечетский уезд Новороссийской губернии. По новому административному делению, после создания 8 (20) октября 1802 года Таврической губернии, Тереклы-Ишунь был включён в состав Бозгозской волости Перекопского уезда.
По Ведомости о всех селениях в Перекопском уезде состоящих с показанием в которой волости сколько числом дворов и душ… от 21 октября 1805 года в деревне Тереклы-Ишунь числилось 8 дворов и 69 жителей, исключительно крымских татар. На военно-топографической карте генерал-майора Мухина 1817 года обозначен Тереклы-Ишунь с 11 дворами. После реформы волостного деления 1829 года Тереклы-Ишунь, согласно «Ведомости о казённых волостях Таврической губернии 1829 года», отнесли к Эльвигазанской волости (переименованной из Бозгозской). На карте 1836 года в деревне 8 дворов, а на карте 1842 года Тезеклы-Уйшунь обозначен условным знаком «малая деревня» (это означает, что в нём насчитывалось менее 5 дворов).
В 1860-х годах, после земской реформы Александра II, деревню приписали к Григорьевской волости того же уезда. В «Списке населённых мест Таврической губернии по сведениям 1864 года», составленном по результатам VIII ревизии 1864 года, Тереклы-Ишунь (или Тереклы-Уйшунь) — владельческая деревня с 2 дворами, 11 жителями и мечетью при колодцахъ (на карте Шуберта 1865 года селение ещё подписано, а на карте с корректурой 1876 года не обозначено вовсе). В «Памятной книге Таврической губернии 1889 года», включившей результаты Х ревизии 1887 года, записан Тереклы-Ишунь, с 5 дворами и 35 жителями.
После земской реформы 1890 года деревню отнесли к Александровской волости. Согласно «…Памятной книжке Таврической губернии на 1892 год», в деревне Тереклы-Ишунь, входившей в Тереклы-Ишуньское сельское общество, было 35 жителей в 5 домохозяйствах. По «…Памятной книжке Таврической губернии на 1900 год», в деревне числилось 77 жителей в 4 дворах. По Статистическому справочнику Таврической губернии. Ч.II-я. Статистический очерк, выпуск пятый Перекопский уезд, 1915 год, в деревне Тереклы-Ишунь Александровской волости Перекопского уезда числилось 9 дворов (4 двора с землёй, 5 — безземельные) с немецким населением в количестве 26 человек приписных жителей и 24 — «посторонних», из которых 27 мужчин и 23 женщины. Жители владели 1048 десятинами удобной земли. В хозяйствах имелось 82 лошади, 102 вола, 44 коровы и 42 головы мелкого скота.
После установления в Крыму Советской власти и учреждения 18 октября 1921 года Крымской АССР, в составе Джанкойского уезда был образован Курманский район, в состав которого включили село. В 1922 году уезды получили название округов. 11 октября 1923 года, согласно постановлению ВЦИК, в административное деление Крымской АССР были внесены изменения, в результате которых был ликвидирован Курманский район и село включили в состав Джанкойского. Согласно Списку населённых пунктов Крымской АССР по Всесоюзной переписи 17 декабря 1926 года, в селе Тереклы-Ишунь, Акчоринского (русского) сельсовета Джанкойского района, числилось 20 дворов, все крестьянские, население составляло 101 человек, из них 100 русских и 1 украинец. Постановлением Президиума КрымЦИКа «Об образовании новой административной территориальной сети Крымской АССР» от 26 января 1935 года был создан немецкий национальный (лишённый статуса национального постановлением Оргбюро ЦК КПСС от 20 февраля 1939 года) Тельманский район (с 14 декабря 1944 года — Красногвардейский) и село включили в его состав.
После освобождения Крыма от фашистов, 12 августа 1944 года было принято постановление № ГОКО-6372с «О переселении колхозников в районы Крыма» по которому в район из областей Украины и России переселялись семьи колхозников, а в начале 1950-х годов последовала вторая волна переселенцев из различных областей Украины. С 25 июня 1946 года Тереклы-Ишунь в составе Крымской области РСФСР. Указом Президиума Верховного Совета РСФСР от 18 мая 1948 года Тереклы-Ишунь переименовали в Анастасьево. 26 апреля 1954 года Крымская область была передана из состава РСФСР в состав УССР. Время включения в Петровский сельсовет пока не установлено: на 15 июня 1960 года село уже числилось в его составе. Ликвидировано к 1968 году (согласно справочнику «Крымская область. Административно-территориальное деление на 1 января 1968 года» — в период с 1954 по 1968 годы).

### Динамика численности населения
| - 1805 год — 69 чел. - 1864 год — 11 чел. - 1889 год — 35 чел. - 1892 год — 35 чел. | - 1900 год — 77 чел. - 1915 год — 26/24 чел. - 1926 год — 101 чел. |